# Kévin Olimpa
Kévin Olimpa (Parijs, 10 maart 1988) is een Martinikaans-Frans voetballer die als doelman speelt.

## Clubcarrière
Olimpa speelde in de jeugd bij CSF Brétigny, INF Clairefontaine en Girondins Bordeaux. Hij debuteerde op 8 november 2008 in het eerste van Bordeaux, tegen AJ Auxerre, als invaller voor Mathieu Valverde. In het seizoen 2009/10 speelde hij op huurbasis voor Angers SCO, waarvoor hij negentien competitiewedstrijden speelde. Hij verruilde in augustus 2014 Girondins Bordeaux voor Platanias FC. Daar kwam hij geregeld aan speeltijd toe. Nadat zijn contract medio 2016 afliep, vond Olimpa lang geen nieuwe club. In januari 2019 sloot hij aan bij de lagere amateurclub FC Espace Foot uit Merignac maar ging een maand later naar het Andorese UE Sant Julià. Daar liep zijn contract medio 2019 af.

## Interlandcarrière
Olimpa speelde in 2009 zes interlands voor Frankrijk -21. In 2012 debuteerde hij voor Martinique.